# Bassin de la Khatanga
Les affluents et sous-affluents de la Khatanga sont, d'amont en aval (superficie du bassin, longueur, débit moyen) :

## Bassin de la Khatanga (fleuve-estuaire)
- Khatanga
  - Novaïa "haute"

- Bol'chaïa
- Mengnïakh
- Petite Balakhnïa
  - Tinkïabil'
  - Petite Balakhnïa gauche
    - Ouosin-Ïourïakh

  - Iskelïakh-Sïang
  - Nikan-ïourïakh
  - Mosoun

- - Popigaï
    - Popigaï
    - Rassokha
      - Tougouttou

    - Fomitch

- Pomoutchouorskaï
- Mardy-Rassokha
- Malaïa
- Lerse
- Ledouopka
- Grande Balakhnïa
  - Kheteräïtarida
  - Tinatourkouïamou
    - Bïagodatourkouïamou

  - Nioukida
  - Dezozniouzimooudotari
  - Masoutamotarou
  - Kalamutaïamou
  - Bïoderbitarida
  - Sylokhardakh-Iourïaguïe
    - Baty-Sala

  - Syroutaïamoutarida
  - Guiounïa Iourïakh
  - Oko
  - Bouloustakh
  - (Grande) Arylakh
    - Naïoutoïamou
    - Petit Arylakh

  - Bouglïa
  - Vedieï
- Roussikha - Goussikha
  - Biska (Lac Portnïagino)
  - Grande Rassokha
    - Nori
    - Kosovka
    - Inneteri

  - Poperetchnaïa
- Pervaïa
- Mysovka
- Sen'ki
- Konetchnaïa
- Novaïa "basse"
  - (Grande) Novaïa
  - Petite Novaïa
  - Labaznaïa
- Poperetchnaïa
- (Grande) Podkamennaïa
  - Petite Podkamennaïa
    - Srednïaïa

  - Lagernaïa
  - Pescovaïa
- Jouravleva
  - Apreleva

## Sous-bassin de la Kheta - Lïama
- Kheta (anc. Lïama)
  - Aïan
  - Aïakli
  - Volotchanka
  - Boganida
  - Maïmetcha
    - Maïmetcha
      - Kuntykakhy

    - Ambardakh

## Sous-bassin du Kotouï
- Kotouï (parfois Khatanga)
  - Kotouï
    - Voïevolikhan
      - Kotouïkan (haut)

    - Toukalana
    - Aganyli
    - Kotouïkan (bas)
      - Kotouïkan (bas)
      - Ilia
      - Djogdja

  - Moïero
  - Ledvejia
  - Ärouïetchka
  - Sabyda